# Euderces linsleyi
Euderces linsleyi là một loài bọ cánh cứng trong họ Cerambycidae.